# ساخت افزایشی با پرتو الکترونی
ساخت افزودنی پرتو الکترونی (به انگلیسی:Electron-beam additive manufacturing) یا ذوب پرتو الکترون ( EBM ) نوعی ساخت افزودنی یا چاپ سه بعدی برای قطعات فلزی است. این روش از پخت لیزر انتخابی متمایز است زیرا مواد اولیه کاملاً ذوب می شوند. ماده اولیه (پودر یا سیم فلز) در خلا قرار می گیرد و در اثر گرم شدن توسط پرتو الکترون با هم ذوب می شود.  از تکنیک EBM مخصوصا برای ساخت قطعات سایز متوسط یا کوچک، در یک سری محدود یا تنها یک عدد استفاده می شود. به همین دلیل است که کاربران اصلی آن صنایع زیست پزشکی (مثلاً ساخت پروتز)، صنایع هوانوردی و صنایع موتورهای ورزشی هستند.

## تاریخچه
اولین بار در سال ۱۹۹۷ توسط شرکت سوئدی Arcam از مجموعه شرکت‌های GE Additive معرفی شد و در حال حاضر تنها برند برتر پرینترهای سه‌بعدی EBM جهان است. EBM برای ساخت قطعات پایان سبک، بادوام و متراکم ایده‌آل است. این فناوری در درجه اول در صنایع هوافضا، پزشکی و دفاعی استفاده می‌شود.

## سیستم های مبتنی بر پودر فلز
پودرهای فلزی را می توان با استفاده از یک پرتوی الکترونی به عنوان منبع گرما به یک جسم جامد تبدیل کرد. قطعات با ذوب شدن پودر فلز، لایه به لایه، با پرتوی الکترونی در خلاء تولید می‌شوند.
روش بستر پودری، قطعات فلزی کاملاً متراکمی را مستقیماً از پودر فلز با مشخصات ماده‌ی مورد نظر تولید می‌کند. دستگاه EBM داده‌های مدل 3D CAD را می‌خواند و لایه‌های پی‌درپی مواد پودری را می‌چیند. این لایه‌ها با استفاده از یک پرتوی الکترونی کنترل شده توسط کامپیوتر ذوب می‌شوند. به این ترتیب قطعات را تولید میکند. این فرایند در خلاء انجام می‌شود و این باعث می‎شود که برای ساخت قطعات از مواد واکنش‌پذیر با میل زیاد به اکسیژن (مانند تیتانیوم) مناسب باشد. این فرایند در دماهای بالا (تا 1000 درجه سانتیگراد) کار می‌کند، که می‌تواند منجر به تفاوت در تشکیل فاز از طریق انجماد و تبدیل فاز حالت جامد شود. 
ماده‌ی اولیه پودر به طور معمول از قبل آلیاژ می‌شود، درنتیجه پودر مورد استفاده، مخلوط است. این جنبه اجازه می‌دهد تا طبقه‌بندی EBM با ذوب لیزری انتخابی (SLM)، درحالی که فناوری های رقیب مانند SLS و DMLS پس از ساخت به عملیات حرارتی نیاز دارند. در مقایسه با SLM و DMLS ،EBM به دلیل تراکم انرژی بالاتر و روش اسکن، سرعت ساخت بالاتری دارد.

Electron-beam melting hardware
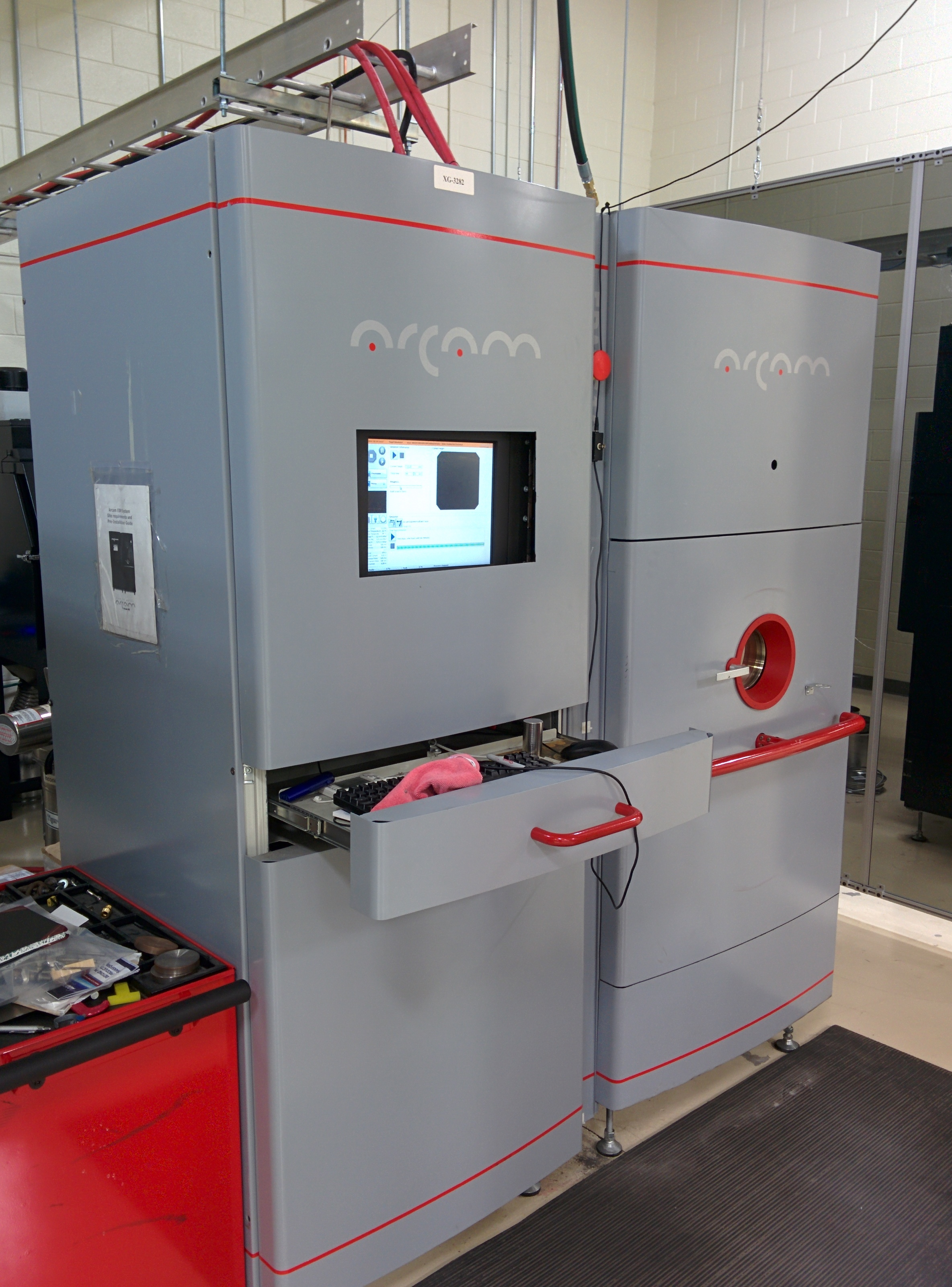
آرکام S12
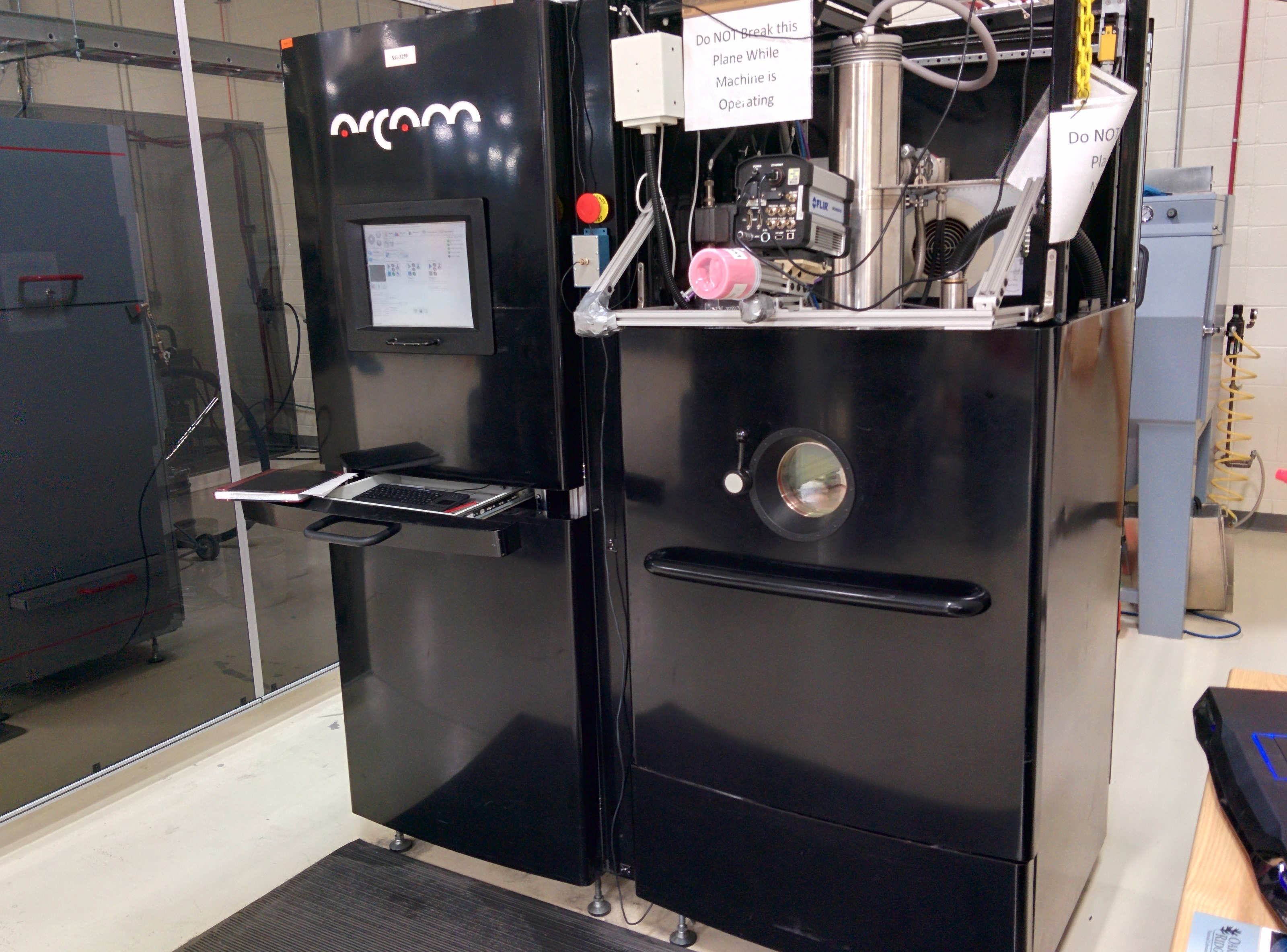
آرکام A2
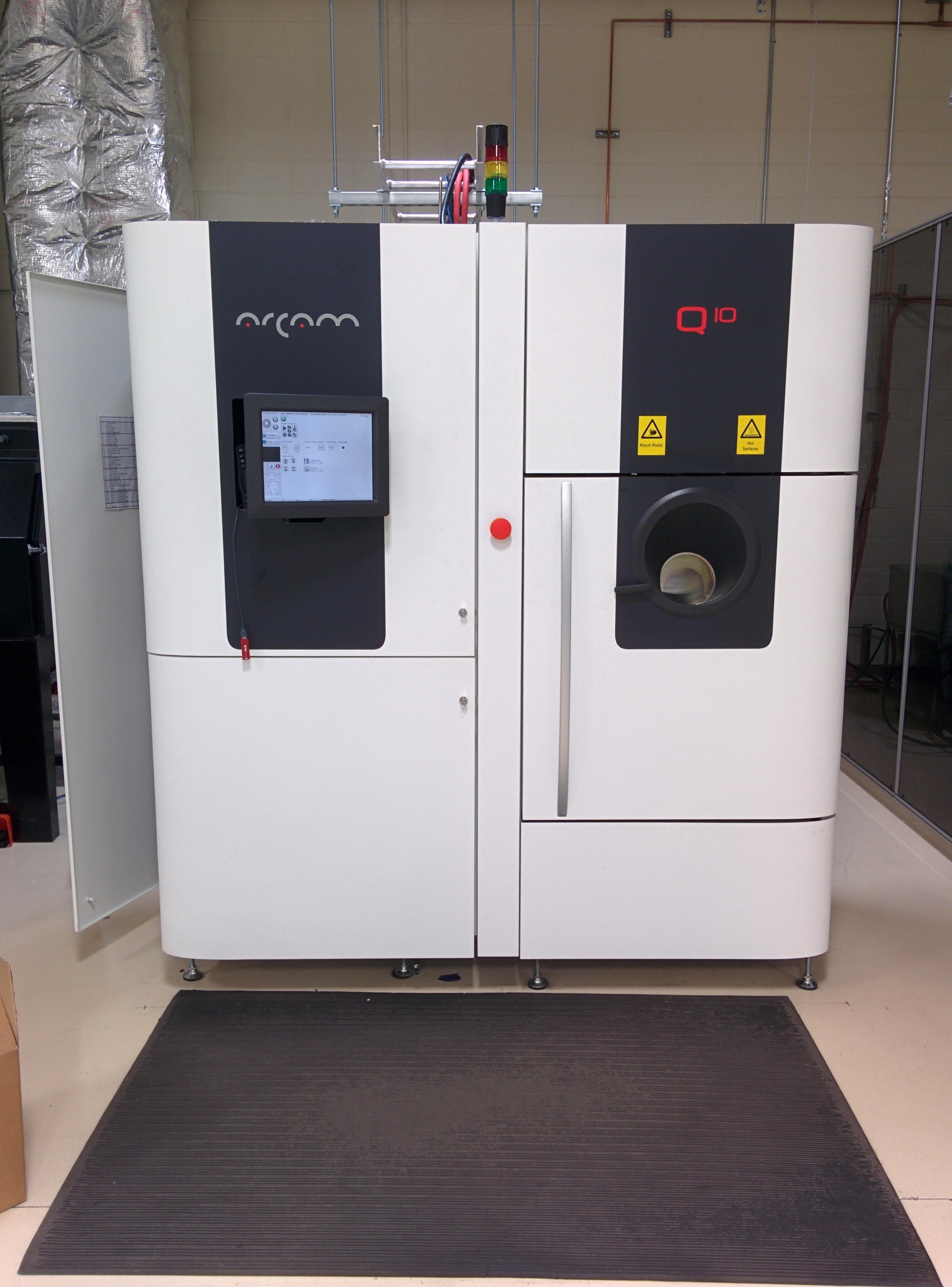
آرکام Q10
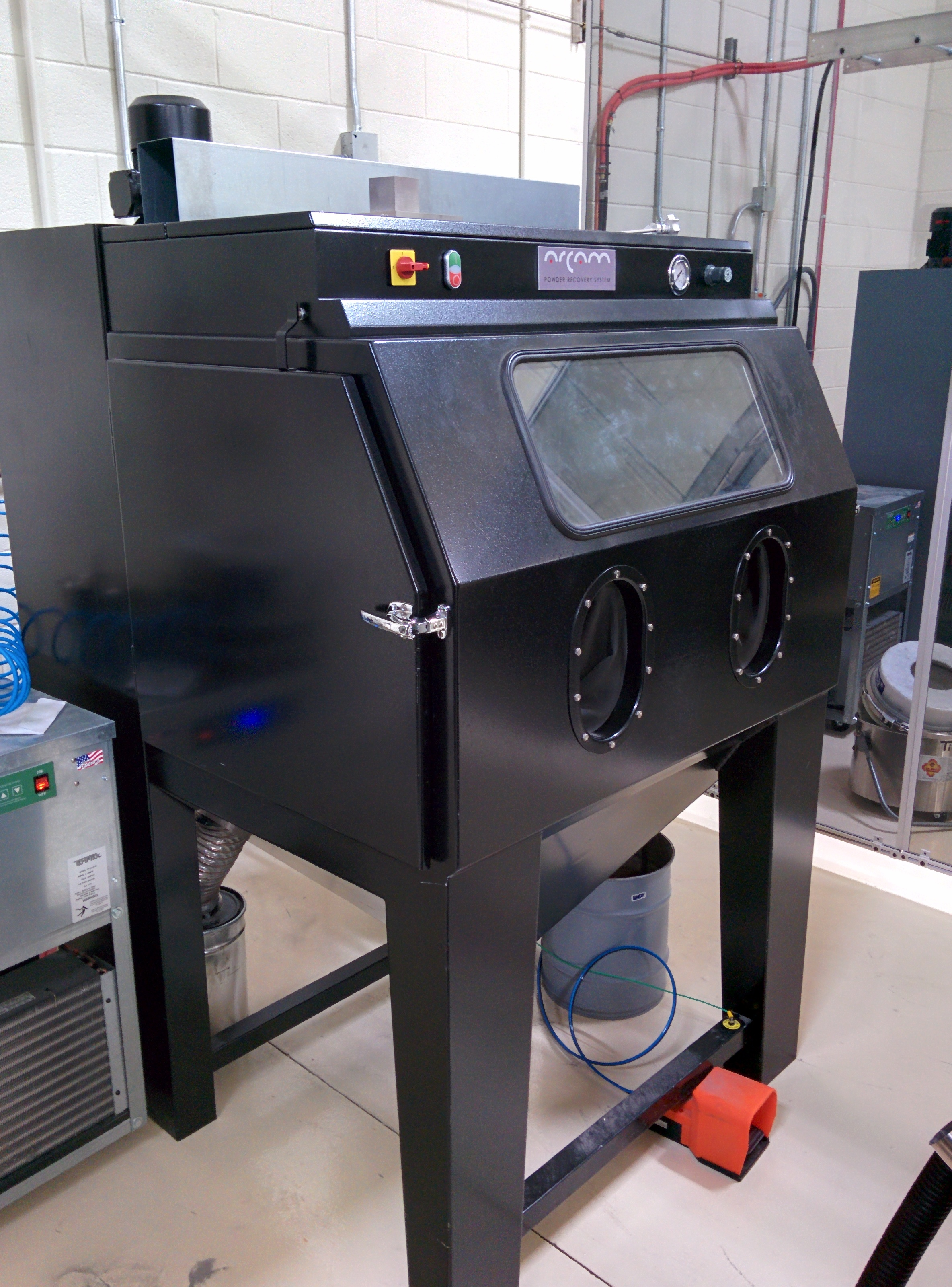
سیستم بازیابی پودرهای فلزی مورد استفاده در تولید مواد افزودنی EBM

### تحولات تحقیق
کارهای اخیر منتشر شده توسط ORNL، استفاده از فناوری EBM برای کنترل جهت‌گیری دانه‌های کریستالوگرافی محلی در اینکونل را نشان میدهد. پس از آزمایش در میکروسکوپ الکترونی عبوری با استفاده از تکنیک پیشرفته در محل، ثابت شده‌است که آلیاژ اینکونل ساخته شده توسط EBM دارای ویژگی مکانیکی مشابهی در مقایسه با آلیاژ ساخته شده اینکونل است. سایر تحولات قابل توجه در توسعه پارامترهای فرایند برای تولید قطعات از آلیاژهایی مانند مس، نیوبیوم ،  Al 2024، فلز شیشه‌ای، فولاد ضد زنگ و تیتانیوم آلومینید متمرکز شده‌است. در حال حاضر مواد تجاری EBM شامل تیتانیوم خالص تجاریTi-6Al-4V ، CoCr ، Inconel 718  و Inconel 625 است. 

## سیستم های مبتنی بر سیم فلزی
رویکرد دیگر استفاده از پرتوی الکترونی برای ذوب سیم جوش بر روی سطح برای ساخت یک قطعه است. این شبیه فرایند چاپ سه بعدی معمول مدل‌سازی رسوب ذوب شده است، اما با فلز به جای پلاستیک. با استفاده از این فرایند ، یک تفنگ پرتو الکترونی منبع انرژی مورد استفاده برای ذوب مواد اولیه فلزی را که به طور معمول سیم است، تامین می کند. پرتو الکترون یک منبع قدرت بسیار کارآمد است که با استفاده از سیم پیچ های الکترومغناطیسی با سرعت هزاران هرتز میتواند هم دقیقاً متمرکز شود و هم منحرف شود. 
سیستم‌های جوشکاری پرتو الکترونی معمولاً دارای قدرت بالایی هستند و سیستم‌های 30 و 42 کیلوواتی از رایج ترین آن‌ها هستند. یک مزیت عمده استفاده از اجزای فلزی با پرتوهای الکترونی این است که این فرایند در یک فضای خلأ 1‎×۱۰−۴ Torr یا بیشتر انجام می شود و یک منطقه کاری بدون آلودگی ایجاد می کند که نیازی به استفاده از گازهای بی‌اثر اضافی ندارد(فرایندهای مبتنی بر قوس و لیزر به طور معمول نیاز به استفاده از گازهای بی‌اثر دارند). با استفاده از EBDM، مواد اولیه به درون یک استخر مذاب که توسط پرتو الکترونی ایجاد شده، ریخته می‌شوند. با استفاده از کنترل‌های عددی رایانه ای ن(CNC)، حوضچه مذاب روی صفحه زیرلایه منتقل می‌شود و مواد را دقیقاً در جایی که برای تولید قطعه لازم است، اضافه می‌کند. این فرایند به صورت لایه به لایه تکرار می‌شود، تا زمانی که شکل سه‌بعدی موردنظر تولید شود.
بسته به قطعه ساخته شده، نرخ رسوب می‌تواند تا 200 اینچ مکعب (3300 سانتی‌متر مکعب) در ساعت باشد. در تولید با آلیاژ سبک مانند تیتانیوم، نرخ رسوب 40 پوند (18 کیلوگرم) در ساعت است. طیف گسترده‌ای از آلیاژهای مهندسی با فرایند EBDM سازگار هستند و به‌راحتی به صورت سیم جوش در دسترس هستند؛اما به فولاد ضدزنگ، آلیاژهای کبالت، آلیاژهای نیکل، آلیاژهای نیکل-مس، تانتالیم، آلیاژهای تیتانیوم و همچنین بسیاری از مواد با ارزش دیگر محدود نمی‌شوند.

## مزایا
- بازیافت:

پودرهای اضافی پس از پرینت، دوباره قابل استفاده هستند. این موضوع در صنایع هوافضا برای تولیدکنندگان بسیار ارزشمند است، زیرا فقط حدود ۲۰ درصد از مواد اولیه در ساخت قطعه نهایی استفاده می‌شوند و بقیه‌ی مواد بازیافت می‌شوند.
- سرعت:

پرتو الکترونی می‌تواند به صورت همزمان به چند مکان جداگانه حرارت دهد، این امر باعث می‌شود که سرعت فرایند تولید به طرز چشمگیری افزایش یابد.
- فرایند EBM در خلاء و در دمای بالا انجام می‌شود، در نتیجه قطعات تولید شده نسبت به قطعات ریخته گری شده، تنش پسماند بسیار کمتری دارند و دارای خواص بهتری می باشند. برخلاف برخی از تکنیک‌های ذوب فلز، قطعات تولید شده در EBM بسیار متراکم و به شدت محکم هستند.

## معایب
- بر خلاف SLS، در EBM پودر فلزی به‌طور کامل ذوب می‌شود. این روند معمولاً در دماهای بالا تا ۱۰۰۰ درجه سانتی‌گراد انجام می‌شود.
- در سطح پودر، پرتوی الکترونی کمی عریض‌تر از پرتوی لیزری است، بنابراین نمی‌تواند به دقت مشابه با لیزر دست پیدا کند.
- پرینتر سه بعدی EBM از انرژی کمتری استفاده می‌کند و سرعت بیشتری نسبت به تکنولوژی های دیگر پرینت سه‌بعدی فلز دارد اما کیفیت پایین‌تری نسبت به آنها ارایه می دهد.
- حجم قطعات:

دستگاه Q20 شرکت Arcam که بزرگترین حجم ساخت را دارد می‌تواند حداکثر قطعاتی با قطر ۳۵۰ میلیمتر و ارتفاع ۳۸۰ میلیمتر را تولید کند در حالی که دستگاه‌های لیزری مانند X-Line Concept Laser حجم تولیدی حداقل دو برابر این مقدار را دارند.
- در مقایسه با SLM این روش نسبتاً گران است.

پرینتر مخصوص و مواد اولیه‌ی آن گران‌تر از تکنیک‌های لیزری هستند و در نتیجه EBM تنها برای پرینت سه بعدی صنعتی خاص مناسب است.

## بازار
آلیاژهای تیتانیوم با استفاده از این فناوری به طور گسترده‌ای مورد استفاده قرار می‌گیرند و همین امر آن را به گزینه‌ای مناسب برای بازار ایمپلنت پزشکی تبدیل کرده‌است.
فنجانی گود استابولیوم دارای گواهینامه CE از سال 2007 توسط دو تولید کننده کاشت ارتوپدی اروپایی Adler Ortho و Lima Corporate با EBM در حال تولید هستند.
تولید کننده کاشت ایمپلنت Exactech در ایالات متحده همچنین مجوز FDA را برای یک فنجانی گود استابولیوم تولید شده با فناوری EBM دریافت کرده است.
هوا فضا و سایر کاربردهای مکانیکی بسیار طاقت فرسا نیز هدف قرار گرفته‌است(موتور راکت رادرفورد).
فرایند EBM برای ساخت قطعات گاما تیتانیوم آلومینید توسعه یافته است و در حال حاضر توسط Avio S.p.A وGeneral Electric برای تولید پره های توربین در γ-TiAl برای موتورهای توربین گاز درحال توسعه است. 
اولین دستگاه EBM در ایالات متحده توسط گروه مهندسی صنایع و سیستم ها در دانشگاه ایالتی کارولینای شمالی نگه‌داری می‌شود. 

## بیشتر
- Manufacturing Engineering and Technology Fifth Edition. Serope Kalpakjian.